# عطيفة المذابح
عطيفة المذابح (الاسم العلمي:Campylobacter lanienae) هي نوع من البكتيريا تتبع جنس العطيفة من فصيلة العطيفات.